# Coracobrachialis
Coracobrachialis er den mindste af tre muskler, der er hæfter på scapulas ravnenæbsfremspring. De andre to muskler er pectoralis minor og det korte hoved på biceps brachii. Det er placeret på den øverste og mediale del af armen.